# Togliatti Challenger
Il Togliatti Challenger è stato un torneo professionistico di tennis giocato su campi in cemento. Faceva parte dell'ATP Challenger Series. Si giocava annualmente a Togliatti in Russia.

## Albo d'oro

### Singolare
| Anno | Campione           | Finalista            | Punteggio     |
| ---- | ------------------ | -------------------- | ------------- |
| 2000 | Vadim Kucenko      | Igor' Kunicyn        | 6–4, 6–1      |
| 2001 | Alexander Peya (1) | Karol Beck           | 6–2, 6–2      |
| 2002 | Alexander Peya (2) | Dmitri Vlasov        | 6–4, 6–4      |
| 2003 | Dudi Sela (1)      | Juan Pablo Brzezicki | 6–2, 6–4      |
| 2004 | Jo-Wilfried Tsonga | Ladislav Švarc       | 6–3, 7–6(2)   |
| 2005 | Igor' Kunicyn      | Viktor Bruthans      | 6–1, 6–2      |
| 2006 | Uros Vico          | Alexander Peya       | 3–6, 6–4, 6–1 |
| 2007 | Dudi Sela (2)      | Mikhail Ledovskikh   | 7–6(4), 6–3   |

### Doppio
| Anno | Campioni                             | Finalisti                               | Punteggio            |
| ---- | ------------------------------------ | --------------------------------------- | -------------------- |
| 2000 | Dušan Vemić Lovro Zovko              | Ion Moldovan Jurij Ščukin               | 6–4, 6–4             |
| 2001 | Karol Beck Igor Zelenay              | Abdul-Hamid Makhkamov Dmitrij Tomaševič | 7–5, 4–6, 6–3        |
| 2002 | Philipp Mukhometov Dmitri Vlasov (1) | Artem Derepasko Michail Elgin           | 6–4, 6–4             |
| 2003 | Jun Kato Alexander Peya (1)          | Rodolphe Cadart Benjamin Cassaigne      | 7–6(7), 6–4          |
| 2004 | Tejmuraz Gabašvili Dmitri Vlasov (2) | James Auckland Ladislav Švarc           | 6–3, 5–7, 6–4        |
| 2005 | Scott Lipsky Mark Nielsen            | Flavio Cipolla Massimo Ocera            | 6–2, 6–3             |
| 2006 | Alexander Peya (2) Uros Vico         | Aleksej Kedrjuk Orest Tereščuk          | 6–4, 6–4             |
| 2007 | Johan Brunström Mohammad Ghareeb     | Ivan Cerović Pierrick Ysern             | 7–6(4), 4–6, [13–11] |